# Notte di bufera
Notte di bufera (The Storm) è un film del 1930 diretto da William Wyler.

## Trama
Tre viaggiatori arrivano con una tempesta di neve in Canada. Dave e Burr diventano amici, ma quando entrambi si innamorano di Manette, si creano delle tensioni.

## Produzione
Il film è stato prodotto dalla Universal Pictures. Si tratta del primo film in assoluto che vede la partecipazione di John Huston.

## Distribuzione
Il film è stato distribuito il 18 agosto 1930 a New York City (New York (stato)New York); il 22 agosto nel resto degli Stati Uniti d'America; il 6 novembre in Francia con il nome La Tourmente; il 9 gennaio 1931 in Irlanda; il 26 gennaio in Finlandia come Erämaan romanssi.

## Accoglienza
Il film su IMDb riceve un punteggio di 5.6/10, mentre su MYmovies 2/5.